# Dulova Ves
Dulova Ves (do roku 1948 Guľvas) je obec na Slovensku. Nachází se v okrese Prešov, těsně za jihovýchodní hranicí Prešova. Kromě samotné Dulovy Vsi je ve výstavbě nová část obce zvaná Vlčí Doly. Obcí protéká potok Delňa. Žije zde přibližně 1 400 obyvatel, rozloha katastrálního území činí 6,1 km².
V obci je aktivní fotbalový a tenisový oddíl. Běžci z obce dosahují v Prešovském regionu, ale i v celoslovenském měřítku kvalitní výsledky na půlmaratónských tratích.

## Galerie

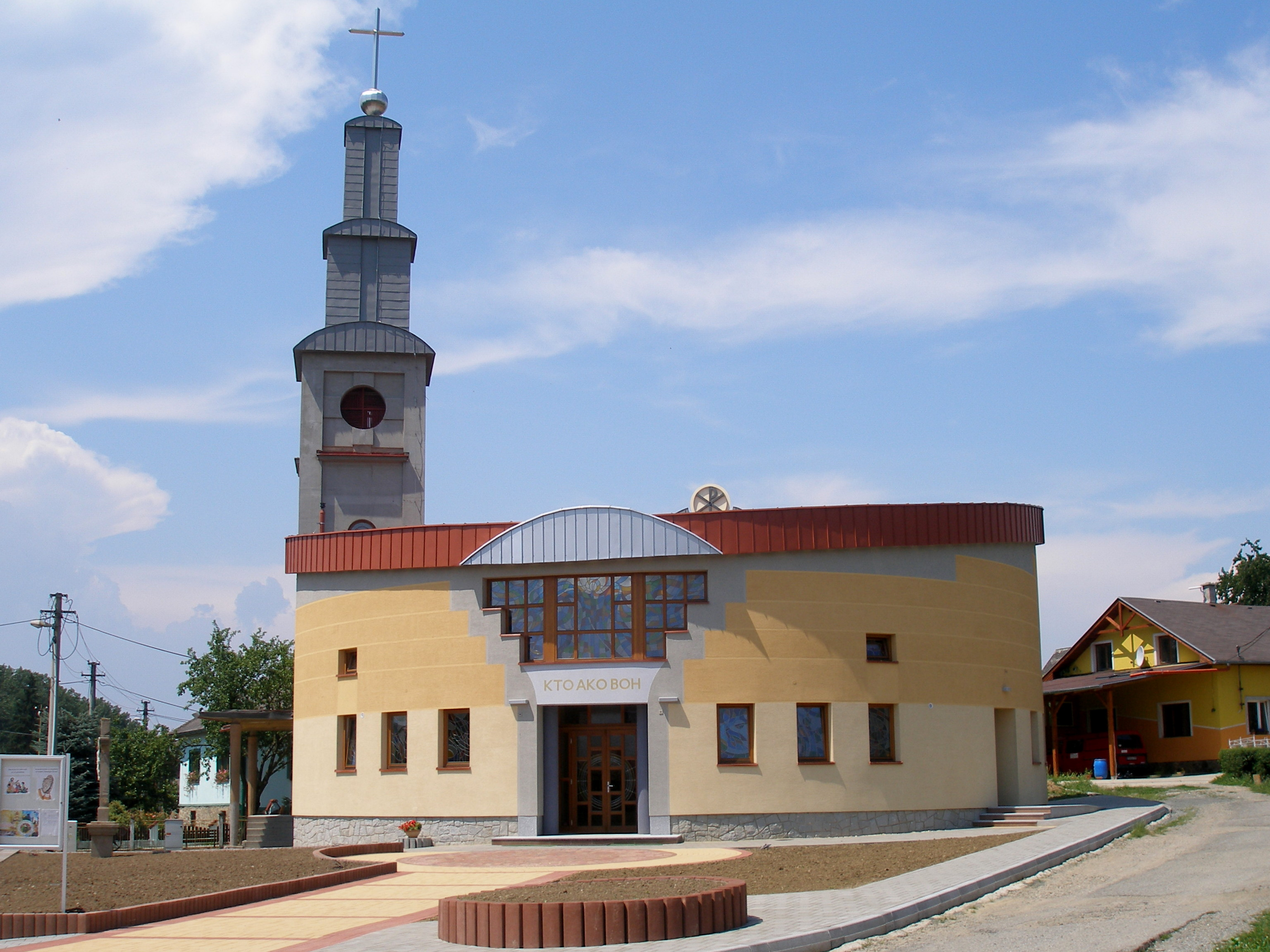
Kostel sv. Michala archanděla
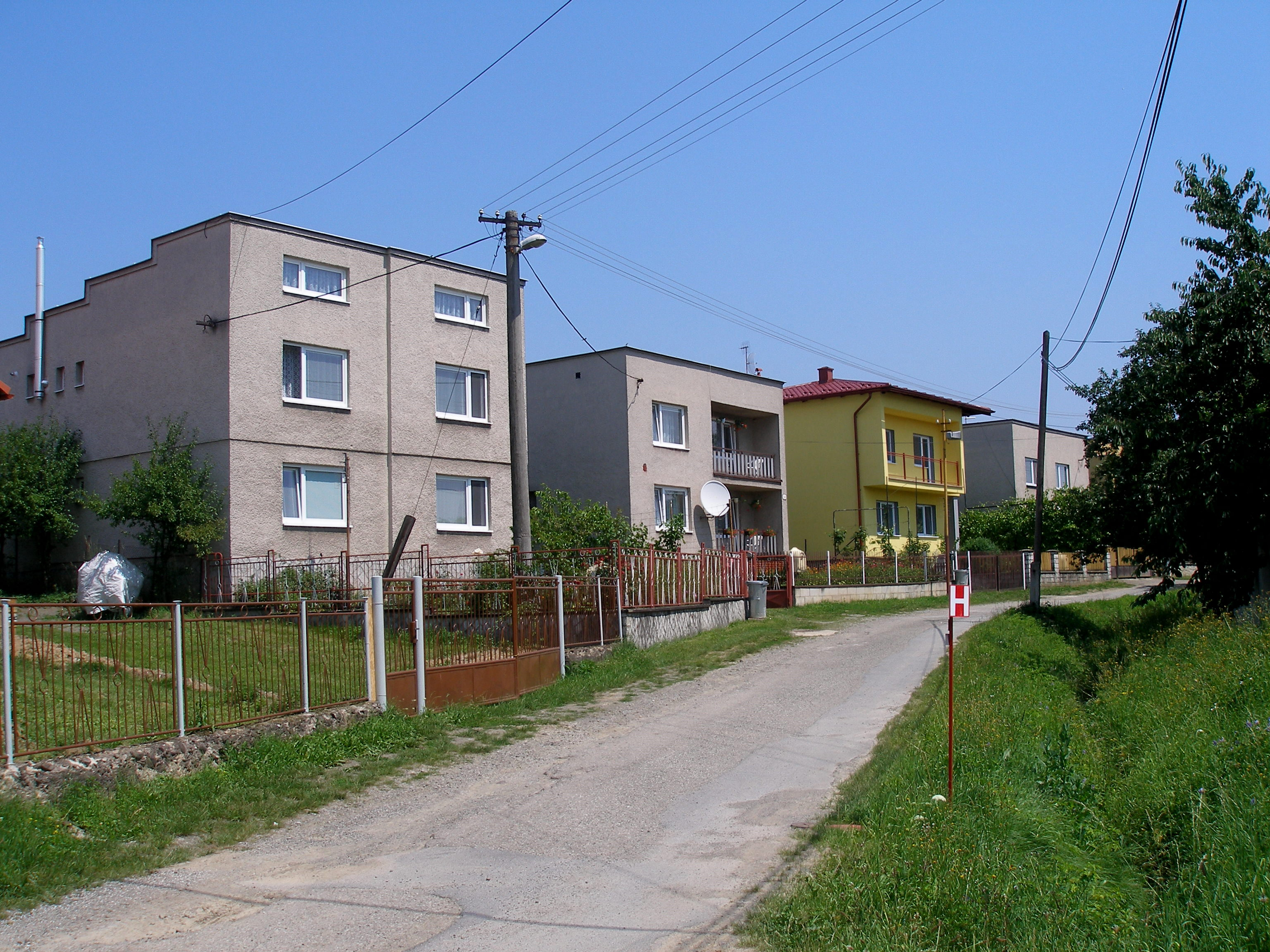
Domy u návsi
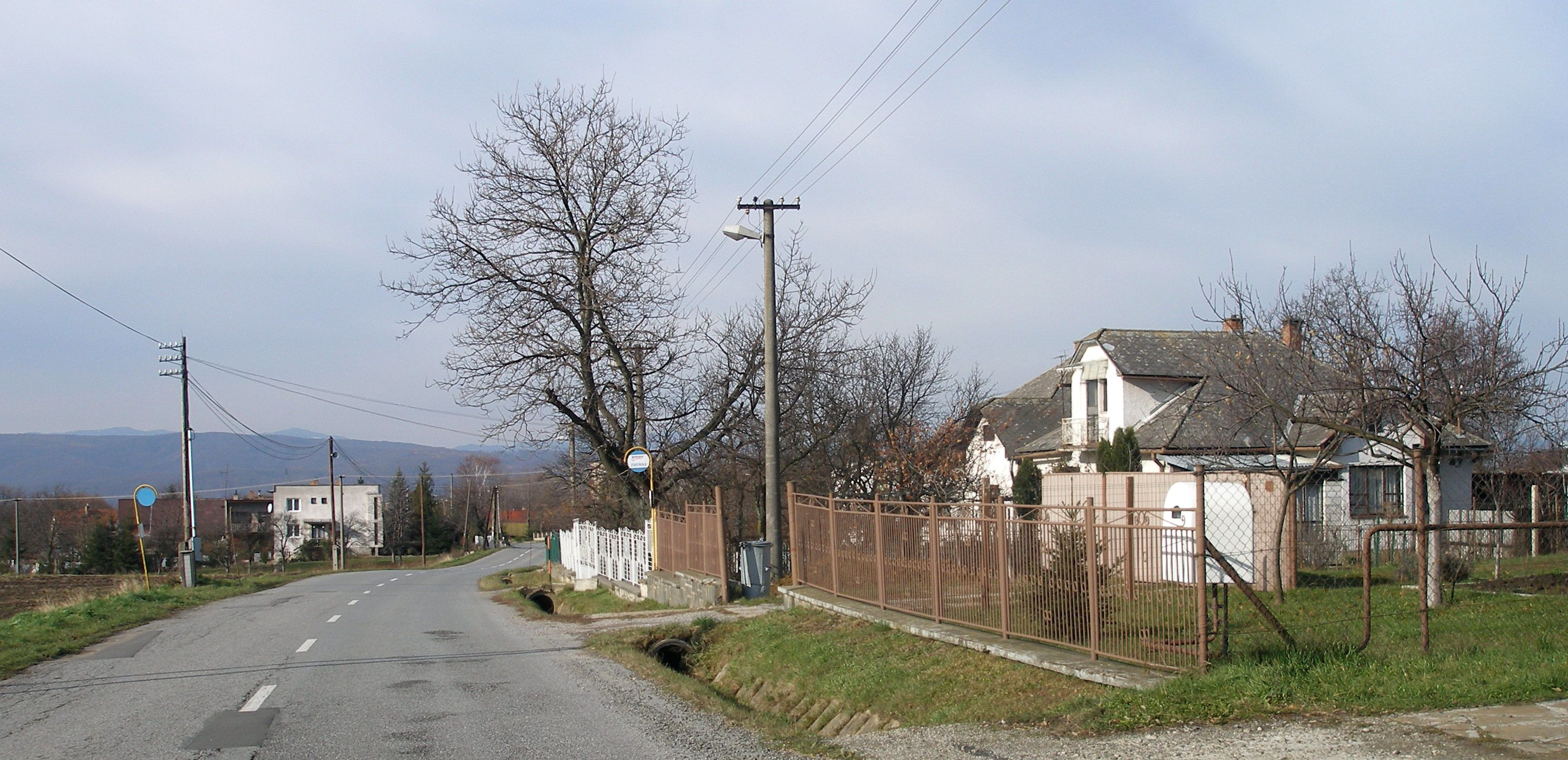
Vjezd do obce od jihovýchodu